# 有馬晴信
有馬 晴信（ありま はるのぶ）は、戦国時代から江戸時代初期にかけての大名。肥前国日野江藩初代藩主。有馬義貞の次男。キリシタン大名で、大村純忠は叔父に当たる。
大友義鎮（宗麟）からは偏諱を賜って初めは鎮純（しげずみ）、鎮貴（しげたか）を名乗っていた。
なお正純、正俊と名乗った一時期があったとするが、史料的に裏付けるものはない｡名乗りが確認されるだけでも四つ、正純や正俊も含めるとそれ以上の数になり、これはその地位の不安定さによるものとされている。のちに島津義久からの偏諱で久賢（ひさまさ）、そして足利義晴の偏諱を受けた祖父の有馬晴純から一字取って晴信に改名した｡

## 生涯
元亀2年（1571年）、兄の義純が早世したため5歳のときに家督を継承した。肥前守護でもあった大友宗麟（義鎮）から偏諱を賜い「鎮純」さらに「鎮貴」を名乗る。守護の大友氏に従っていたが有馬氏は、龍造寺隆信やその支援を受けた西郷純堯・深堀純賢兄弟の圧迫を受けて、晴信も隆信の攻勢の前に臣従せざるを得なくなったが、天正12年（1584年）に島津義久と通じて沖田畷の戦いで隆信を滅ぼした。しかし、天正15年（1587年）の豊臣秀吉による九州平定においては、島津氏と縁を切り、豊臣勢に加わっている。
家督を継いだ当初はキリシタンを嫌悪していたが、天正8年（1580年）に洗礼を受けてドン・プロタジオの洗礼名を持ち、以後は熱心なキリシタンとなった。天正10年（1582年）には大友宗麟や叔父の大村純忠とともに天正遣欧少年使節を派遣している。天正12年（1584年）の沖田畷の戦いにおいては、教皇から贈られた「聖遺物」を胸に懸け、「大きな十字架を描いたうえに我らの文字で聖なるイエズスの名を記した」軍旗を掲げて勇戦した。またこの合戦に先立って誓願を立て、長崎近傍の浦上の地をイエズス会に寄進した。天正15年（1587年）に秀吉が禁教令が出すまで、数万を超えるキリシタンを保護していたという。その後も個人的にはキリスト教信仰を守り続けていた。
文禄の役では、弟の有馬直政（のちの純忠）に日野江城の留守を命じ、2000人の兵を率いて出陣した｡小西行長、宗義智以下他の諸大名とともに、第一軍として釜山へ攻め込んだ。以後、慶長3年に撤兵して帰国するまでの六年間、朝鮮で過ごした｡
慶長5年（1600年）の関ヶ原の戦いでは東軍に属し、加藤清正とともに小西行長の宇土城を攻撃することとなった｡そのとき、晴信は眼病のため出陣できず、かわりに直純がその名代として出陣した。
慶長14年（1609年）2月、幕府の命を受けて高山国（台湾）に谷川角兵衛を派遣し、貿易の可能性を探っている（『有馬家代々墨付』）。
慶長14年（1609年）、マカオで晴信の朱印船の乗組員がマカオ市民と争いになり、乗組員と家臣あわせて48人が殺されるという事件が起きた。これに怒った晴信は徳川家康に仇討ちの許可を求めた。そこへマカオにおけるポルトガルのカピタン・モール（総司令官）であるアンドレ・ペソア (Andre Pessoa) がノサ・セニョーラ・ダ・グラサ号（マードレ・デ・デウス号）に乗って長崎に入港したため、晴信は船長を捕らえるべく、多数の軍船でポルトガル船を包囲した。ところが船長は船員を逃がして船を爆沈させた。
この事件の後、晴信は鍋島直茂の所領となっている旧領三郡を家康に願い出て回復しようとした。これを知った本多正純の家臣であった岡本大八が慶長17年2月28日、晴信に接近した。そのため晴信は、大八に白銀600枚を贈った。しかし、その後、幕府から旧領回復の沙汰がなかったため不審に感じた晴信が正純に詰問したため、幕府は晴信と大八を対決させることにした。晴信は数通の証文を提出し、これに対して大八は全く弁明ができなかった。そして事実を白状したため大八は下獄された。ところが、大八は3月18日、獄中から、晴信が長崎奉行の長谷川藤広（左兵衛）を殺害しようとする計画を有していると訴えた。そのため幕府は大八を獄から出し、晴信と対決させたところ、大八は晴信の陰謀の詳細を述べた。これに対して、晴信は何ら弁明することができなかったため捕えられた。大八も獄に戻され、江戸に送られ、阿倍川原で火刑に処せられた。そして22日、晴信は甲斐国に流され、5月7日に自害させられた。
日本側の記録では切腹して果てたとされているが、キリスト教徒側の記録によればキリシタンであった晴信は自害を選ばず、妻たちの見守るなかで家臣に首を切り落とさせたという。
子の直純は徳川家康の側近を務めていたこともあり、減封もされずそのまま日野江藩を継ぐことが認められた。

## 系譜
諸史料によってかなり異同があり、またキリシタンがらみの事情で後世の史料から削除されたと思われる事項も多く、正確な家族関係は判明していない。以下は外山 (1997)および鶴田文史に基づくものである。
父母
- 有馬義貞（父）
- 安富入道徳円妹[注釈 3]（母）

正室、継室
- 有馬義純の娘 ー 洗礼名ドナ・ルチア、?-文禄2年（『国乗遺文』）或いは慶長2年（『イエズス会日本報告集』）、朝鮮にて没[注釈 4]（正室）
- 中山親綱の娘 ー 菊亭季持の未亡人（1577年-?、洗礼名ジュスタ）[注釈 5]（継室）

側室
- 大上 ー 有馬氏家臣山田純規の娘
- 荒木氏[注釈 6] ー 元荒木伊賀守室

子女
- 有馬直純（長男）生母は大上（側室）
- 有馬純貞 ー 右京亮・高麗曹司（次男）生母は荒木氏（側室）
- 富蘭[注釈 7]、生母は継室
- 於松[注釈 7]生母は継室
- 近江実尊、近衛家猶子[注釈 8]
- 娘 ー 嫁す（嫡女）生母は正室
- 娘 ー 酒井摂津守室（次女）生母は大上（側室）
- 娘 ー 菊亭季持のち有馬重経室（三女）生母は荒木氏（側室）
- 娘 ー 有馬純忠室（四女）生母は荒木氏（側室）
- 娘 ー 甲州地侍・有賀善左衛門室）（五女）生母は継室
- 娘 ー 西郷純経室、生母は大上（側室）

養女
- 立野殿 ー 小西行長家臣皆吉続熊の娘、洗礼名カタリナ

## 逸話
- 南蛮貿易に熱心であり、朱印船派遣の回数は、大名の中では島津氏・松浦氏とならび、九州大名の中でも最多であった。有馬氏の領内は龍造寺氏の侵攻によってたびたび戦火にさらされ、国人衆らの反乱も相次いだため、決して肥沃な土地ではなかったが、南蛮貿易により多大な利益を上げており、またそれによって多くの宣教師・キリシタンの協力も得ており、沖田畷の戦いでも大量の鉄砲・兵糧の援助を受けている。
- 宣教師ジョアン・ロドリーゲスの要求により、領民から「進物即ち少年少女達」を徴集し、ゴアに本拠を置くポルトガル領インドの副王に奴隷として送ろうとした。このため「有馬の地全土が苦悩におおわれ」「錯乱した人々は、子供たちをつれてしげみに逃れた。」といわれている[28]。
- 熱心なキリシタンであったため、秀吉・家康によってキリスト教が禁止・処罰されるようになっても領内に多数のキリシタンをかくまった。嫡男の直純が家康の養女（松平信康の孫娘で家康にとって曾孫）を妻としていたためや、南蛮貿易で莫大な利を得て幕府に貢献していたため、有馬領内はそれほど厳しく監察されなかったようで、領内へは多くの隠れキリシタンが集まった。しかし、岡本大八事件で事件の当事者である晴信と大八がキリシタンであったことから、有馬氏は所領代えとなり、旧有馬領内ではキリシタンへの弾圧がはじまり、これが島原の乱の遠因となっていったとされる。
- 若いころから積極的に数々の戦いにおいて活躍し、島原藩の礎を築いたことで一定の功はあるが、信仰に熱心なあまり、破壊した寺社の資材でキリスト教育施設を領内に作らせるなどの逸話も残っている。

## 関連史跡
- 有馬晴信謫居跡（山梨県甲州市大和町初鹿野1924）

近在の甲州市大和町木賊に所在する栖雲寺には「晴信生前の姿を映した」と伝えられる「虚空蔵菩薩画像」と呼ばれる掛軸が現存しているが、仏像であるとの伝承にもかかわらず、左手に十字架状のものを捧げており、実際は人物像だった可能性も高いともされる。ただし、絵は中国・元代仏画の特徴を表しており、元の時代に江南地方で流布されていたネストリウス派キリスト教（景教）の聖像とする説や、マニ教の教主像とする説などがある。